# بنكسية نصف جرداء
بنكسية نصف جرداء (الاسم العلمي:Banksia seminuda) هي نوع نباتي يتبع جنس البنكسية من فصيلة البروطية.